# Янг, Бретт
Бретт Чарльз Янг (англ. Brett Charles Young) — американский кантри-певец, автор-исполнитель. Лауреат и номинант нескольких музыкальных премий, в том числе ACM Awards и CMT Music Awards в категории «Лучший новый исполнитель» 2017 года.

## Биография
Родился 23 марта 1981 года в Анахайме (Ориндж, Калифорния, США). Он учился в школе Calvary Chapel High School (Costa Mesa, California), и затем в Ole Miss, Irvine Valley College, и Fresno State. Петь начал конце 1990-х годов, когда он занял место лидера группы во время христианского богослужения в колледже.
Свои первые пластинки он начал записывать во второй половине 2000-х годов: EP в 2007, затем Make Believe в 2011, Brett Young, On Fire и Broken Down в 2012-13. После 8 лет работы в Лос-Анджелесе Янг переехал в Нашвилл.

## Личная жизнь
В феврале 2018 года обручился со своей девушкой Тэйлор Миллс. 3 ноября 2018 года пара поженилась в Палм-Дезерт, Калифорния. У супругов две дочери — Пресли Элизабет Янг (род. 21 октября 2019) и Роуэн Мари Янг (род. 21 июля 2021).

## Дискография
Дискография Бретта Янга включает, в том числе, следующие релизы:

### Студийные альбомы
| Название    | Детали                                              | Высшая позиция в чарте | Высшая позиция в чарте | Высшая позиция в чарте | Продажи     | Сертификации |
| Название    | Детали                                              | US Country             | US                     | CAN                    | Продажи     | Сертификации |
| ----------- | --------------------------------------------------- | ---------------------- | ---------------------- | ---------------------- | ----------- | ------------ |
| Brett Young | - Дата выхода: 10 февраля 2017 - Лейбл: Big Machine | 2                      | 18                     | 26                     | - : 212,600 | - RIAA: Gold |

- Ticket to L.A. (2018)
- Weekends Look a Little Different These Days (2021)
- Across the Sheets (2023)

### Синглы
| Год  | Сингл                     | Высшая позиция в чарте | Высшая позиция в чарте | Высшая позиция в чарте | Высшая позиция в чарте | Высшая позиция в чарте | Продажи       | Сертификации                   | Альбом      |
| Год  | Сингл                     | US Country             | US Country Airplay     | US                     | CAN Country            | CAN                    | Продажи       | Сертификации                   | Альбом      |
| ---- | ------------------------- | ---------------------- | ---------------------- | ---------------------- | ---------------------- | ---------------------- | ------------- | ------------------------------ | ----------- |
| 2016 | «Sleep Without You»       | 3                      | 2                      | 47                     | 7                      | 93                     | - : 377,000   | - RIAA: Platinum               | Brett Young |
| 2017 | «In Case You Didn’t Know» | 2                      | 1                      | 19                     | 1                      | 50                     | - : 1,096,000 | - RIAA: 3× Platinum - MC: Gold | Brett Young |
| 2017 | «Like I Loved You»        | 3                      | 1                      | 46                     | 1                      | 91                     | - : 256,000   | - RIAA: Gold                   | Brett Young |
| 2018 | «Mercy»                   | 3                      | 1                      | 32                     | 11                     | 71                     | - : 264,000   | - RIAA: Gold                   | Brett Young |

## Награды и номинации
| Год  | Награда                          | Категория                      | Работа                    | Результат | Ссылка |
| ---- | -------------------------------- | ------------------------------ | ------------------------- | --------- | ------ |
| 2017 | Academy of Country Music Awards  | New male vocalist of the year  | Himself                   | Победа    | [ 37 ] |
| 2017 | CMT Music Awards                 | Breakthrough Video of the Year | «In Case You Didn’t Know» | Номинация | [ 38 ] |
| 2017 | Teen Choice Awards               | Choice Country Song            | «In Case You Didn’t Know» | Номинация | [ 39 ] |
| 2017 | Country Music Association Awards | New Artist of the Year         | Himself                   | Номинация | [ 40 ] |
| 2018 | Billboard Music Awards           | Top Country Song               | «In Case You Didn’t Know» | Номинация | [ 41 ] |
| 2018 | Billboard Music Awards           | Top Country Album              | Brett Young               | Номинация | [ 41 ] |
| 2018 | CMT Music Awards                 | Video of the Year              | «Mercy»                   | Номинация | [ 42 ] |